# Dongxing (Fangchenggang)
Dongxing  léase Dong-Sing  (en chino, 东兴市; pinyin, Dōngxīng qū; literalmente, ‘la que se levanta por el oriente’) es un municipio bajo la administración directa de la Prefectura Fangchenggang en la Región autónoma de Guangxi, República Popular China. Su área es de 590 km² y su población total para 2020 superó  los 200 mil habitantes.

## Administración
El condado de Dongxing se divide en 3 pueblos que se administran en poblados.